# Parkinsonsche Gesetze
Die Parkinsonschen Gesetze sind einige in das Gewand soziologischer Lehrsätze gekleidete ironisierende Darstellungen des britischen Historikers C. Northcote Parkinson zur Verwaltungs- und Wirtschaftslehre.

## Parkinsonsche Gesetze
Am bekanntesten ist das Parkinsonsche Gesetz zum Bürokratiewachstum, erstmals veröffentlicht 1955. Es lautet:

“Work expands so as to fill the time available for its completion.”

„Arbeit dehnt sich in genau dem Maß aus, wie Zeit für ihre Erledigung zur Verfügung steht.“

– und nicht in dem Maß, wie komplex sie tatsächlich ist. Als Beispiel wird eine ältere Dame angeführt, die einen halben Tag dafür braucht, ihrer Nichte eine Postkarte zu schicken (Postkartenauswahl, Brillen- und Adressensuche, Textverfassung, Entscheidung, ob für den Weg zum Briefkasten ein Schirm mitzunehmen ist). Den Kontrast bildet der vielbeschäftigte Mann, der die gleiche Aufgabe in drei Minuten an seinem Schreibtisch erledigt.
Als motivierende Tendenz gibt Parkinson zwei weitere Lehrsätze an, die in vielen Büros der Welt Gültigkeit haben:
1. Jeder Angestellte wünscht, die Zahl seiner Untergebenen, nicht jedoch die Zahl seiner Rivalen zu vergrößern.
2. Angestellte schaffen sich gegenseitig Arbeit.

Parkinson erläuterte dies am Beispiel der Königlich-Britischen Marine aus dem Jahr 1930 sowie der Beamtenzahl im britischen Kolonialministerium. Danach entwickelt sich der Angestelltenstab in jeder Verwaltung nach der Formel:
{\displaystyle x={\frac {2k^{m}+L}{n}}}
Dabei ist k die Zahl der Angestellten, die Beförderung anstreben, indem sie neue Untergebene einstellen; m die Anzahl der Arbeitsstunden pro Person, die der Anfertigung von Memoranden im internen Büroverkehr dienen; L ist die Differenz zwischen dem Alter der Einstellung und dem Alter der Pensionierung und n die Zahl der Verwaltungsvorgänge, die vom Personal des Büros tatsächlich erledigt werden. x ist die Zahl der neuen Angestellten, die von Jahr zu Jahr angeheuert werden müssen.
Nach Parkinson beträgt die jährliche Zunahme des Personals ohne Rücksicht auf die Variationen der Arbeitsmenge zwischen 5,2 % und 6,6 %. Er geht sogar so weit zu behaupten, dass die Kernaufgaben auch ganz wegfallen könnten, ohne dass die Verwaltung deshalb schrumpfen würde.
Parkinson formulierte dies in den 1950er Jahren. In modernen Verwaltungen wurden neue Begriffe eingeführt, wie z. B. Controlling, Neue Steuerungsmodelle, betriebswirtschaftliche Kennzahlen usw. Dabei steigt oft der Anteil des Personals in diesen Arbeitsbereichen, während für die eigentlichen Kernaufgaben das Personal stagniert oder gar sinkt.

## Andere Untersuchungen über die Verwaltung
1957 erschien Parkinsons Gesetz mit neun weiteren Aufsätzen in Buchform (Parkinson’s law, and other studies in administration; dt. Parkinsons Gesetz und andere Untersuchungen über die Verwaltung).
In dem Beitrag höhere Finanzen oder der Punkt, an dem das Interesse erlischt (High finance, or the point of vanishing interest) formuliert Parkinson das
Gesetz der Trivialität:

“The time spent on any item of the agenda will be in inverse proportion to the sum involved.”

„Die auf einen Tagesordnungspunkt verwendete Zeit ist umgekehrt proportional zu den jeweiligen Kosten.“

Parkinson schildert die Sitzung eines Finanzausschusses, in der es um die Bewilligung der Gelder für einen Atomreaktor (10 Mio. $, Diskussionsdauer 2½ Minuten), einen Fahrradunterstand (2.350 $, 45 Minuten) und Kaffee für die Sitzungen eines anderen Ausschusses (monatlich 4,75 $, 1¼ Stunden) geht.
Das bedeutet, dass in Diskussionen die einfachsten Themen am ausführlichsten diskutiert werden, da davon die meisten Teilnehmer etwas verstehen (The matters most debated in a deliberative body tend to be the minor ones where everybody understands the issues) – und nicht die Themen, die am wichtigsten sind. Inkompetenz in wichtigen Sachfragen wird durch ausführliche Wortmeldungen zu trivialen Punkten kompensiert, wodurch es immer wieder zu verheerenden Fehlentscheidungen und Fehlallokation von Ressourcen komme.
In Direktoren und Kabinette oder der Koeffizient der Unfähigkeit (Directors and councils, or coefficient of inefficiency) wird die Komitologie (Ausschusslehre) begründet, und es geht um die Mitgliederzahl, ab der die völlige Geschäftsunfähigkeit erreicht wird (Unfähigkeits- oder Ineffizienz-Koeffizient; nach Parkinson 20 oder 21 Personen).
Carl Hermann Ule hat 1960 die von Parkinson in England entwickelten Gesetzmäßigkeiten auf die deutschen Verhältnisse übertragen.

## Fortsetzungen
Fortsetzungen bilden u. a.:
- Mrs Parkinson’s law, and other studies in domestic science (1968; dt. Mrs. Parkinsons Gesetz und andere Untersuchungen auf dem Gebiet der Hauswissenschaft, 1969) mit elf Beiträgen, darunter:

- Mrs. Parkinsons Gesetz zu Stressentstehung und -abbau:

“Heat produced by pressure expands to fill the mind available, from which it can pass only to a cooler mind.”

„Durch Druck erzeugte Hitze dehnt sich aus und erfüllt das vorhandene Gemüt, aus dem sie nur durch Abgabe an ein kühleres Gemüt entweichen kann.“

- The law (1979; dt. Parkinsons neues Gesetz, 1982) mit acht alten und acht neuen Beiträgen, darunter:

- Das Gesetz der Verschwendung (zweites Parkinsonsches Gesetz):

“Expenditures rise to meet income.”

„Ausgaben steigen stets bis an die Grenzen des Einkommens.“

- Das Trägheitsgesetz:

“Delay is the deadliest form of denial.”

„Verzögerung ist die tödlichste Form der Verweigerung.“

- Das Gesetz vom Vakuum als Verallgemeinerung des ursprünglichen Parkinsonschen Gesetzes:

“Action expands to fill the void created by human failure.”

„Die durch menschliches Versagen entstandene Leere wird stets durch neue Tätigkeit wieder ausgefüllt.“

Insgesamt sind die neuen Beiträge ernster und stärker von einer konservativen Grundhaltung geprägt.